# Synagogue de Bayonne
La synagogue de Bayonne construite en 1836-1837, est située 35 rue Maubec, dans le quartier Saint-Esprit au nord de Bayonne. Elle est inscrite sur la liste des monuments historiques le 26 septembre 1995 et classée depuis le 20 janvier 2012.

## La communauté juive
Une communauté juive existe tout d'abord à Saint-Esprit-lès-Bayonne, un faubourg de Bayonne situé au nord, et séparé de la ville par l'Adour et qui jusqu'à son intégration à Bayonne en 1857 est une commune autonome, rattachée à l'arrondissement de Dax (Landes). Cette communauté est fondée après l'expulsion des Juifs d'Espagne en 1492 et du Portugal en 1496, par différents groupes de fugitifs de Navarre et du Portugal, où pour sauver leur vie, ils avaient accepté le baptême. Pour cette raison, à leur arrivée en France, ils sont dénommés nouveaux chrétiens formant la nation portugaise. En apparence, ils se conforment strictement à toutes les pratiques de la religion catholique, mais chez eux, ils restent fidèles au judaïsme. Aucun document ne détermine leur date d'arrivée exacte dans la région de Bayonne. Un certain nombre d'entre eux sont présents à Saint-Esprit, Saint-Jean-de-Luz et Biarritz vers 1520. Plusieurs familles installées à Bordeaux sont expulsées de la ville en 1597 et s'établissent à Saint-Esprit, Peyrehorade, Bidache, et La Bastide-Clairence, où ils demeureront, malgré le décret d'expulsion d'Henri IV, qui ne sera d'ailleurs pas exécuté.
Leur statut est fixé par une série de lettres patentes de Henri II en 1550 qui les « autorise à vivre dans le royaume avec familles, domestiques et marchandises... », en 1574 et en 1580, confirmées plus tard par des lettres patentes de Louis XIV en 1654, de Louis XV en 1723 et de Louis XVI en 1777.
Au début du XVIIe siècle, ils assouplissent leur observation de la religion chrétienne, et au milieu du siècle, ils arrêtent complètement, revenant ouvertement au judaïsme. Ils sont alors désignés sous le nom de Juifs portugais. En 1632, ils ont déjà pris une telle importance économique et financière, qu'ils arrivent à se défendre et à faire arrêter et emprisonner l'émissaire de l'Inquisition à Bayonne Villadiego comme espion espagnol.
La communauté juive est très active dans le négoce international, principalement avec les pays où sont implantées d'autres communautés juives d'origine espagnole ou portugaise. Entre autres, le commerce est florissant avec les Caraïbes, les Antilles néerlandaises, Amsterdam ou Londres. Les Juifs bayonnais introduisent le chocolat en France et font de Bayonne la capitale du chocolat, qu'elle est restée.
Les Juifs de Bayonne obéissent à un gouvernement de la nation juive et à des règlements réunis en corpus le 31 décembre 1752.   L'essentiel du pouvoir appartient au trésorier (gabay) et à trois syndics (parnassim), choisis parmi les membres fortunés de la communauté et élus par un collège de treize vocaux. Ce sont eux qui fixent l'assiette des impôts, taxes et redevances dont une partie revient au fisc royal et le reste servant aux charges communautaires et sociales.
Jusqu'à la Révolution française, ils sont en permanence en conflit avec la ville de Bayonne, l'attaquant même en justice pour son refus de les autoriser à séjourner dans la ville et y pratiquer le commerce de détail. L'édit de Versailles, signé par le roi Louis XVI le 7 novembre 1787, leur accorde le droit de citoyenneté, ainsi qu'aux Juifs de Bordeaux et d'Avignon. Ils sont alors autorisés à résider à Bayonne et à y acheter des biens, mais la majorité d'entre eux continue à résider à Saint-Esprit.
Pendant la Révolution, les synagogues de Bidache et de La Bastide-Clairence sont fermées et les Juifs de ces deux villes vont s'établir à Peyrehorade ou à Saint-Esprit. Dans cette dernière ville, le rabbin Andrade cache dans un grenier les rouleaux de Torah et différents objets du culte et les remplace par des objets sans valeur qui seront brûlés par les révolutionnaires.
Napoléon Ier réunit une Assemblée de Notables juifs pour discuter du culte juif. La première séance se déroule le 26 juillet 1806 à Paris. Les Juifs du département des Landes sont représentés par Henri Castro fils, par le jeune Patto et par Abraham Andrade (rabbin de Saint-Esprit de 1789 à 1808) ; les Juifs des Basses-Pyrénées (maintenant Pyrénées-Atlantiques), par le jeune Abraham Furtado et par Marqfoy de Bayonne. Pour le Grand Sanhédrin, cour suprême convoquée l'année suivante, ils sont représentés par Marqfoy et Andrade. Lors de l'organisation des consistoires départementaux par décret impérial du 15 mars 1808, la communauté de Saint-Esprit-Bayonne est rattachée à celui de Bordeaux.
Ce n'est qu'en 1846, qu'un consistoire local est installé à Saint-Esprit intégré à Bayonne en 1857.
Lors de la Seconde Guerre mondiale, tous les Juifs de Bayonne sont évacués de force par les nazis. Soixante d'entre eux sont déportés en Allemagne, dont le grand-rabbin Ginsburger. Seuls deux reviendront.

## La population juive
En 1633, la population juive déclarée de Saint-Esprit est de 60 personnes. Elle va atteindre 3 500 personnes en 1750, toujours entièrement située dans le faubourg de Saint-Esprit où elle représente plus des trois quarts de la population, et plus du quart de celle de l'agglomération. À partir de cette date, elle ne va pas cesser de diminuer. En 1785, elle ne compte plus que 2 500 personnes, soit tout de même la moitié de la population de Saint-Esprit.
Au début du XXe siècle, le nombre de Juifs dépendant du consistoire de Bayonne, c'est-à-dire incluant aussi les villes de Biarritz, Saint-Jean-de-Luz, Pau (rattaché à Bayonne jusqu'en 1959) et Dax, est encore de 2 000. Il n'y en aura plus que 1 000 à la veille de la Seconde Guerre mondiale.
En 1945, la communauté revit mais ne comprend plus que 240 membres environ. La décroissance va se ralentir dans les années 1960 avec l'arrivée des Juifs d'Afrique du Nord. Actuellement on compte environ 200 familles dispersées de Dax à Hendaye.

## Les institutions de la communauté auXIXesiècle, âge d'or de la communauté
Dès que les Juifs de Bayonne purent pratiquer librement leur religion, ils établirent des règles pour le fonctionnement de la communauté. Les premiers statuts remontent à 1752. Jusqu'à la Restauration, les deux institutions principales sont la Hébéra (Hevra kaddisha), pour l'entraide, et l'administration générale de la synagogue et du Talmud Torah pour l'instruction élémentaire et religieuse des jeunes. Les statuts sont modifiés en 1826 et quand en 1844 un consistoire est créé à Saint-Esprit, son rabbin reçoit le titre de grand-rabbin. Après l'union en 1857 des Juifs de Bayonne et de Saint-Esprit, le consistoire est transféré à Bayonne, les diverses institutions sont réorganisées et d'autres sont créées. Dorénavant, la direction des affaires religieuses est confiée à une administration spéciale sous le contrôle du consistoire.
La Hébéra continue à s'occuper de la charité et d'entretenir le cimetière ; à partir de 1859, elle est chargée du contrôle et de l'administration d'un asile pour les orphelins, les malades et les personnes âgées, fondés grâce à la générosité des banquiers D. Salzedo et A. Rodriguez.
L'école de Talmud Torah, qui a toujours été supportée financièrement par la communauté juive, devient en 1848 une école publique. Son premier directeur est alors M. Moreau, auquel va succéder David Lévy. En 1887, à la suite d'un décret sécularisant toutes les écoles publiques, elle cesse d'exister en tant qu'école séculaire, mais continue l'instruction religieuse sous le même nom. Une école pour filles et une crèche sont ouvertes en 1845.
En 1894, à la suite d'un appel de Zadoc Kahn, grand-rabbin de France, et grâce à l'initiative du grand-rabbin Émile Levy, l'Association des études juives est formée à Bayonne. Celle-ci donne des cours en hiver sur des thèmes juifs et offre à ses membres une bibliothèque sur des sujets juifs.
La Société protectrice de la Jeunesse israélite, fondée en 1850 pour les enfants âgés de plus de treize ans, continue le travail de la société Malbish 'Arumim ; fondée par Gersam Léon et Camille Delvaille, elle fournit des habits aux enfants juifs pauvres. Delvaille sera entre autres président du consistoire de Bayonne de 1895 à 1904, conseiller municipal de Bayonne de 1870 à 1900 et deuxième adjoint au maire en 1881. Peu après sa fondation, cette société s'associe avec la Société des arts et métiers, de Moïse Salzedo et Virgile Léon. Malgré ses difficultés initiales, elles vont graduellement étendre leur champ d'applications et préparer les garçons et les filles quittant l'école à un futur métier.

## La synagogue

### Historique
Tant que les Juifs de Saint-Esprit sont forcés de cacher leur religion, ils ne peuvent pas bâtir de synagogue, et se réunissent pour les prières par petits groupes dans des maisons particulières ; pour célébrer un office, il suffit d'avoir un miniane (dix hommes). Officiellement considérés comme catholiques, ils sont obligés de baptiser leurs enfants, de célébrer solennellement leur mariage à l'église et d'être enterrés dans un cimetière chrétien.
Après leur reconnaissance, ils ouvrent plusieurs oratoires ou synagogues à Bayonne - Saint-Esprit. En 1755, on compte treize esnogas (synagogues) à Bayonne :
- oratoire du Fort : c'est le premier oratoire officiel installé en 1750 à Saint-Esprit ;
- oratoire de la rue des Jardins (actuellement 49 rue Maubec), dont le hazzan (chantre) est Moïse Brandam ;
- oratoire Alexandre situé dans la maison appartenant à M. Alexandre ;
- oratoire Jean d'Amou, présidé par Mardoché Fonséca ;
- oratoire de Guedes situé dans la maison de Moïse Guedes, originaire d'Amsterdam. Ce dernier à la suite d'un prêche dans sa synagogue du rabbin Haïm Yossef David Azoulay d'Hébron, consent par acte en date du 3 octobre 1755, une rente aux « rabbins de la cité de Hébron en Terre sainte qui méditent et travaillent sans cesse à la Loi. » ;
- synagogue de Brandon, située 22 place Saint-Esprit, occupe le troisième étage de la maison de la veuve de Salomon Péreyra Brandon. Elle fermera ses portes le 28 août 1872. C'est la plus importante synagogue de Bayonne Saint-Esprit avant la construction de la synagogue actuelle.

À la fin du XVIIIe siècle, le déclin économique de Bayonne, entraine de nombreux Juifs à partir pour Paris, Bordeaux ou Pau ou à émigrer dans les colonies. Plusieurs synagogues doivent fermer faute de fidèles. En 1776, il n'y a plus que quatre synagogues à Bayonne - Saint-Esprit.

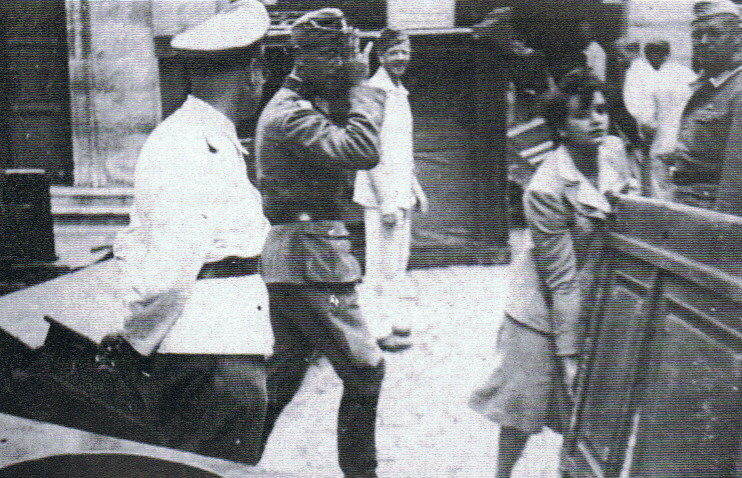
Les Allemands réquisitionnant la synagogue pendant la Seconde Guerre mondiale

En 1835, la communauté demande officiellement au consistoire de Bordeaux dont elle dépend, ainsi qu'aux autorités administratives de la ville, l'autorisation de construire une synagogue pouvant recevoir jusqu'à 300 personnes, ainsi que des locaux pour la fabrication de la matza (pain azyme consommé à Pessa'h, la Pâque juive), un mikvé (bain rituel) et une école pour les pauvres. La communauté achète alors la maison de Rébecca Louis Nounès, située rue Maubec, où sont installées la Hébéra ainsi qu'une petite synagogue fréquentée par les dirigeants de la communauté.
La communauté choisit l'architecte Capdeville pour dessiner les plans et Edmond Faulat pour la construction. La cérémonie de pose de la première pierre a lieu le 25 mai 1836 en présence du rabbin Jacob Athias et des représentants de la ville de Saint-Esprit et du département des Landes dont fait partie la ville avant son rattachement à Bayonne. Son inauguration a lieu le 26 septembre 1837.
Depuis, le bâtiment a subi peu de transformations, si ce n'est l'intégration en 1871 de vitraux et peintures polychromes.
Pendant la Seconde Guerre mondiale, les troupes allemandes réquisitionnent la synagogue. Occupée du 22 juillet 1942 au 24 août 1944, les dégâts seront très importants.
De nos jours, la synagogue est ouverte pour les offices du chabbat, bien qu'il lui arrive quelquefois de ne pas atteindre le miniane. Elle ne se remplit que pour les grandes fêtes juives ainsi que pour les cérémonies de mariage et de Bar ou Bat Mitsva.

### Inauguration de la synagogue
L'inauguration de la synagogue donne lieu à une cérémonie où sont invités non seulement les membres de la communauté, mais aussi les officiels de la région. Cette cérémonie a été relatée par plusieurs journaux locaux. 
Le journaliste de la Sentinelle des Pyrénées est enthousiasmé par les chœurs :
« La cérémonie de l'inauguration, fixée à midi, avait réuni, dès le matin, une foule considérable: les tribunes et les nefs étaient envahies, et des dames israélites, richement vêtues et placées en quêteuses aux portes du temple, en commençaient le coup d'œil. On remarque dans l'enceinte, le corps municipal de St-Esprit, M. le sous-préfet, de l'arrondissement de Dax, M. le maire de Bayonne et quelques autres notabilités. Après l'entrée processionnelle du grand-rabbin de Bordeaux, qui devait officier, des chœurs d'hommes et d'enfants se firent entendre, interrompus pour les solos par une voix pure, étendue, flexible et que l'on nous a dit appartenir à M. Paz de Bordeaux. Les voix argentines des enfants répondaient à cette voix tour à tour grave et suppliante, et ce dialogue chanté avait une si belle expression qu'on regrettait peu de ne pas comprendre les paroles… Puis M. Paz s'est de nouveau fait entendre au pied du sanctuaire. C'était une admirable prière à laquelle répondait encore le chœur des enfants… »
Et celui du Phare de Bayonne de rajouter :
« M. le grand-rabbin de Bordeaux, venu pour assister à la solennité, a paru dans l'enceinte, suivi de M. Jacob Athias, rabbin de Saint-Esprit, et de la commission d'érection du monument… Les deux rabbins, seuls, ont monté les gradins et se sont assis sur deux sièges placés à droite et à gauche de l'entrée du sanctuaire, le reste du cortège s'est retiré et aussitôt s'est fait entendre un chœur placé au centre, sur l'estrade où se trouve un autel devant lequel figure le chandelier à sept branches. Un orchestre accompagnait les voix graves de ce chœur de lévites et d'enfants. »

### Description de la synagogue

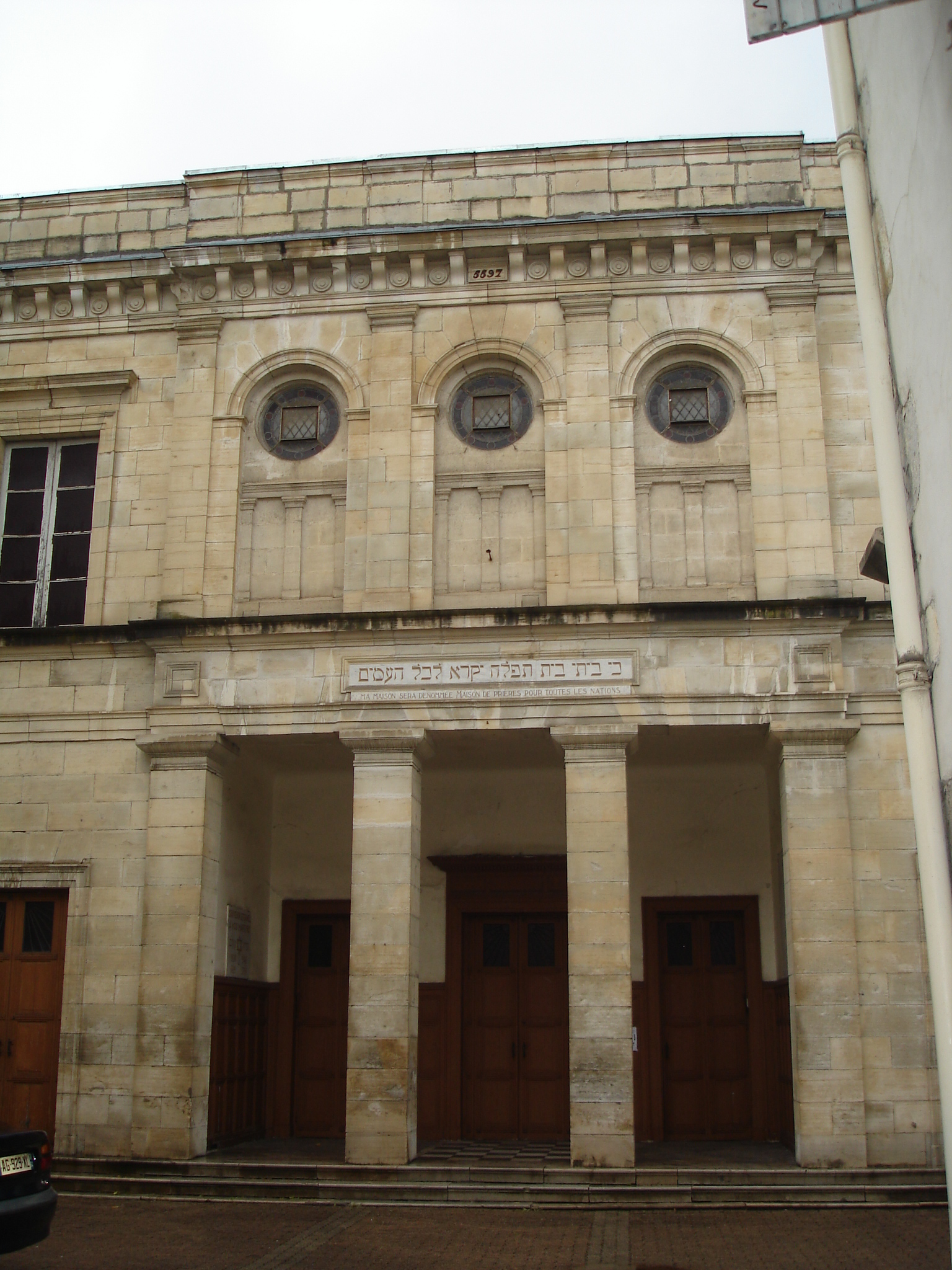
La partie centrale de la synagogue avec le porche.

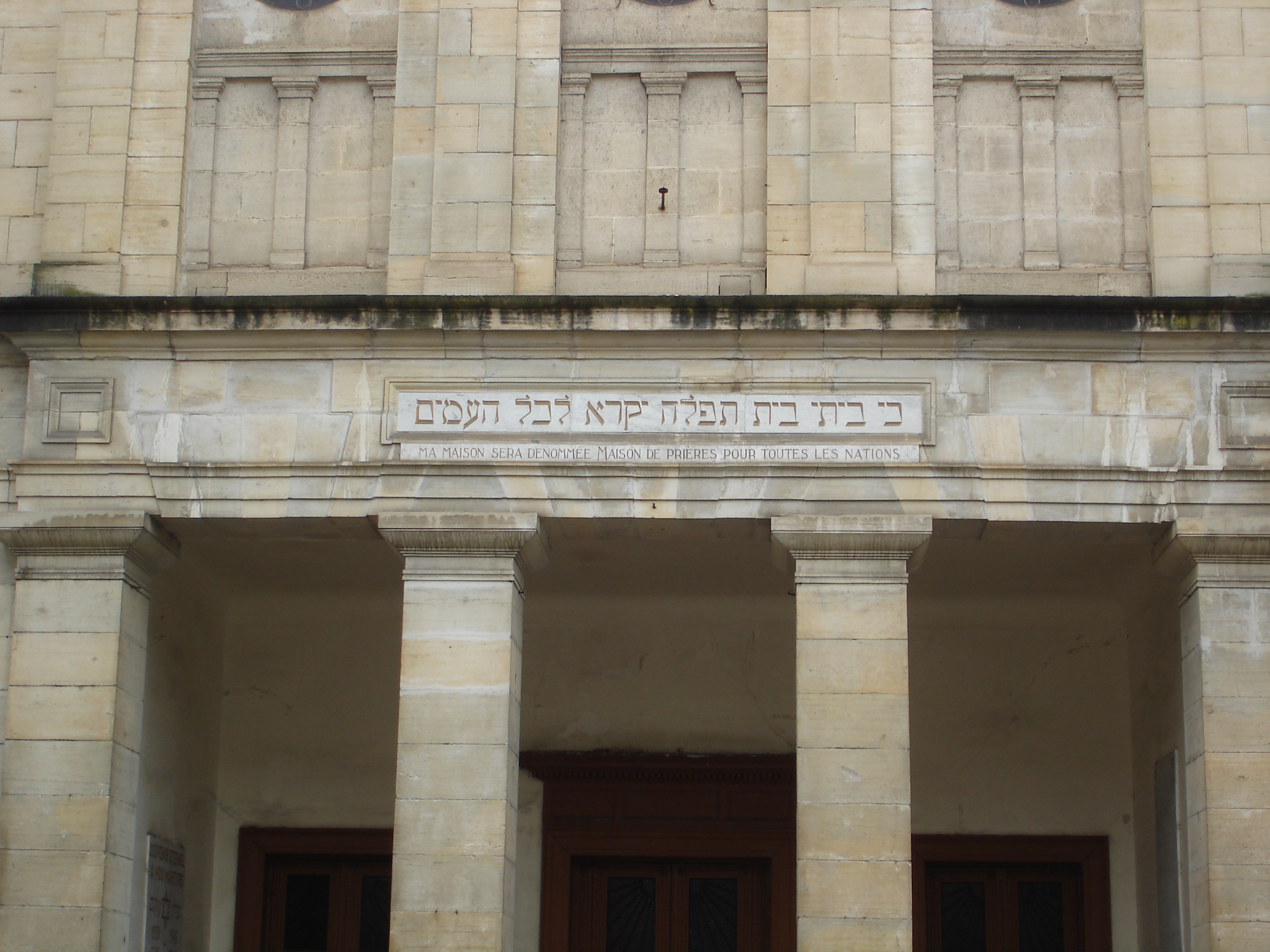
L'inscription en hébreu et en français au-dessus du porche.

La communauté donne comme instruction à l'architecte Capdeville, de construire un lieu de culte imposant pour pouvoir accueillir 300 fidèles, mais simple et non ostentatoire pour ne pas froisser les autres habitants de la ville. Le lieu retenu est celui de la maison de Rébecca Louis Nounès qui date du XVIIIe siècle, partiellement détruite pendant la révolution et qui possédait une petite synagogue. Seuls, l'Arche Sainte et quelques pièces de mobilier seront conservées.
La synagogue est donc construite en retrait par rapport à la rue, sur cour, avec deux pavillons de un étage sur rue entourant le portail d'entrée. Alors que dans leur très grande majorité les synagogues sont orientées avec l'Arche Sainte sur le mur est, en direction de Jérusalem afin que les fidèles soient orientés vers la Ville sainte en faisant face à l'Arche, la synagogue de Bayonne est orientée à l'inverse, avec son entrée à l'orient (est) et le mur du fond où se trouve l'Arche Sainte à l'occident (ouest), ce qui est très rare. Cette orientation suit l'orientation donnée dans la Bible (Exode 25; 26; 27) pour la construction du Tabernacle dans le désert, et plus tard pour la construction du Temple de Salomon.
Le bâtiment est construit sur deux niveaux. Sa façade est de style néoclassique. Au centre, un portail rectangulaire, divisé en trois parties par deux piliers massifs de section carrée, avec de chaque côté un pied-droit similaire aux piliers, permet d'accéder à un porche, légèrement surhaussé par rapport à la cour. Au-dessus du portail, le linteau porte gravé en hébreu et en français le verset biblique : « Ma maison sera dénommée maison de prières pour toutes les nations ». (Isaïe 56:7). Au premier étage, au-dessus du porche, trois œils-de-bœuf situés dans la partie supérieure de niches à fond plat à arc plein-cintre, séparés par des pilastres dans le prolongement des piliers du porche, donnent un peu de clarté à l'intérieur de la synagogue.
Le bâtiment est terminé par une corniche à consoles entre lesquelles est gravée la date de construction selon le calendrier hébraïque : 5597 (1837) surélevé d'un petit muret, de la hauteur de trois pierres. Le toit à croupe est recouvert d'ardoises.
On pénètre à l'intérieur de la salle de prières par la porte centrale en bois au fond du porche, les deux autres portes étant condamnées. La salle est de forme rectangulaire allongée avec sur trois des côtés, une galerie réservée pour les femmes. 

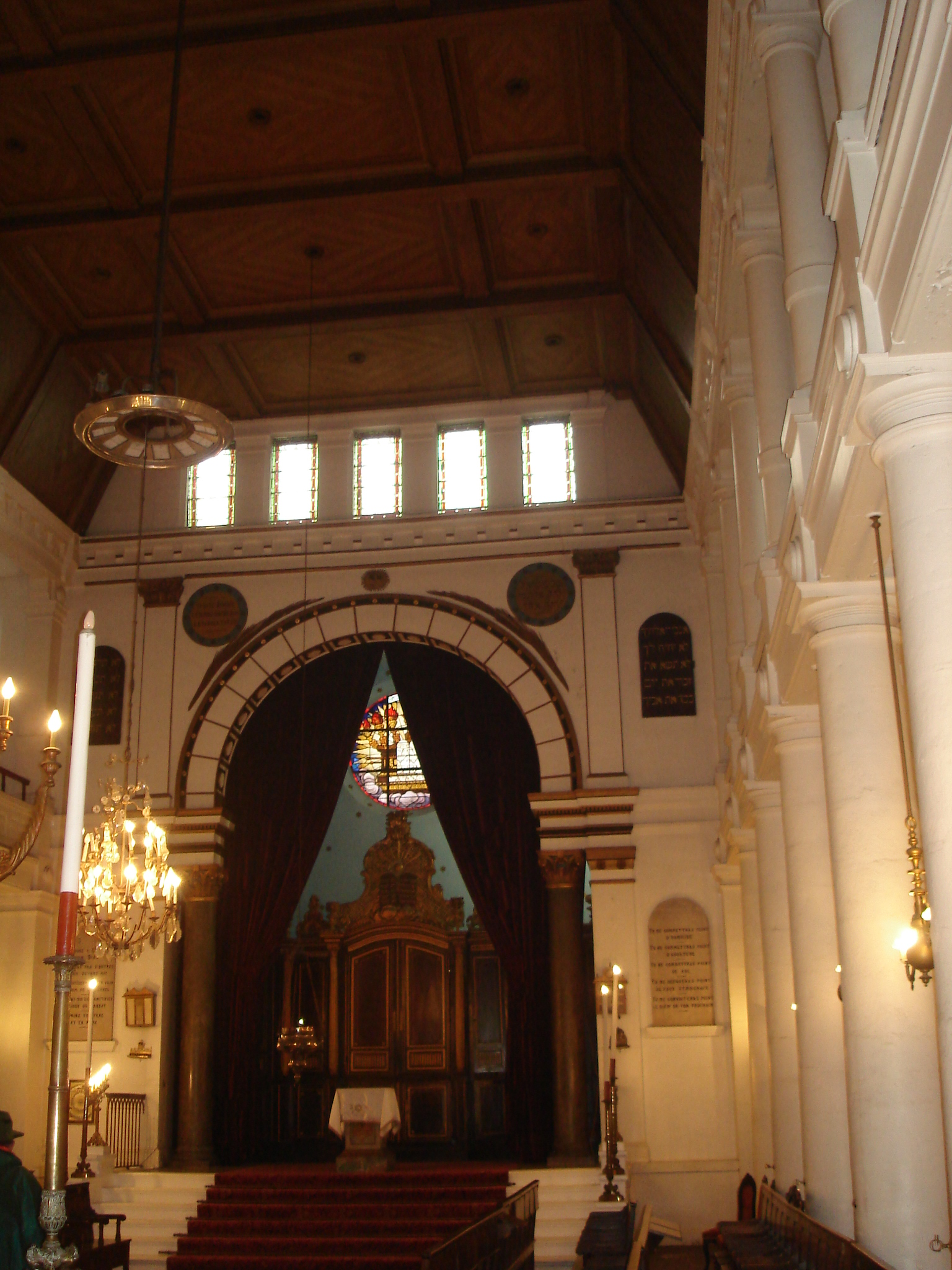
Vue générale de l'intérieur de la synagogue avec l'Arche Sainte

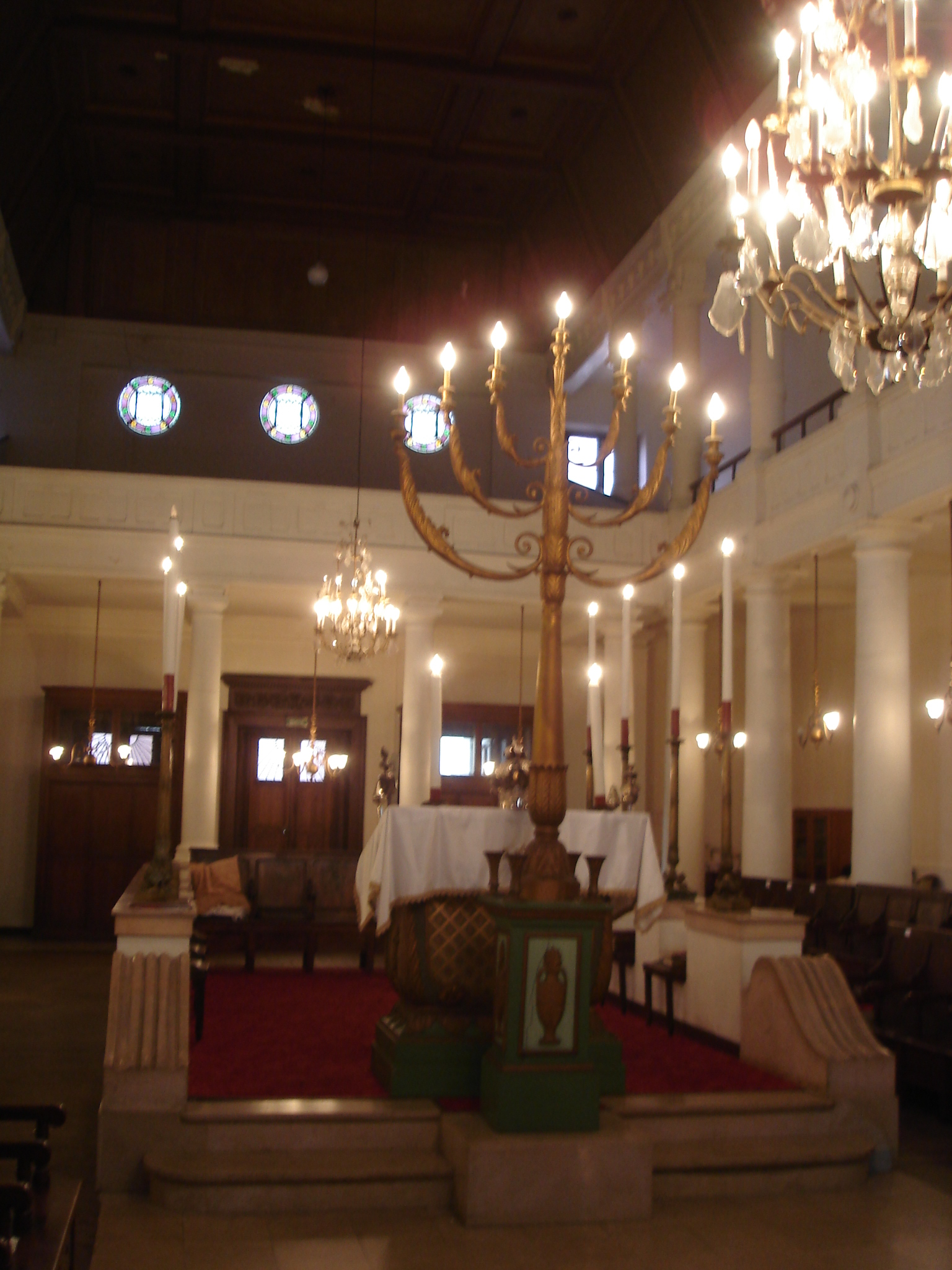
Vue générale de l'intérieur de la synagogue avec la Tevah et la Menorah

L'abside à fond plat, où est située l'Arche Sainte, est séparée de la nef centrale par une majestueuse ouverture à arc plein-cintre, soutenu par deux colonnes en marbre grenat, à chapiteau doré d'ordre corinthien. L'abside se ferme par un rideau de velours de couleur grenat. On accède à l'Arche Sainte en montant six marches recouvertes d'un tapis de même couleur.
L'Arche qui date du début du XVIIIe siècle, provient de l'ancien oratoire démoli pour construire la synagogue. Tout en bois, de pur style Louis XVI rococo, l'Arche comporte deux portes centrales permettant d'accéder aux rouleaux de Torah, et de chaque côté deux portes latérales en léger retrait. Des colonnes en bois à cannelures à chapiteau corinthien et coiffées d'un vase de fleur, soutiennent la corniche et le riche fronton sculpté, comprenant les Tables de la Loi reposant sur un lit de roses et surmontées d'un soleil dont les rayons éclairent les Tables. L'ensemble du meuble est de couleur acajou foncé, avec de nombreuses parties sculptées peintes en doré.
Le mur au-dessus de l'Arche est percé d'une rose agrémentée d'un vitrail, œuvre du maître verrier Mauméjean, à qui l'on doit aussi les douze autres vitraux de la synagogue.
La tevah (bimah pour les Ashkénazes) avec son pupitre en bois peint où officie le rabbin, est située selon le rite séfarade, au centre de la synagogue. Devant se trouve la majestueuse menorah (chandelier à sept branches) en bois doré préservée de l'ancienne synagogue.
Les galeries sont soutenues par des piliers circulaires à chapiteau simple de style toscan, prolongés jusqu'au plafond sur les côtés latéraux par d'autres piliers à collerette. La galerie située au-dessus de la porte d'entrée ne possède pas de pilier à l'étage. Elle était généralement réservée au chœur. Le plafond à caissons en bois est à pans coupé sur les côtés latéraux.
Les bâtiments sur rue servaient de maison à l'officiant, de boulangerie pour la confection des matzot pour la Pâque juive, et de salles d'études.
La synagogue, qui appartient à l'Association cultuelle israélite de Bayonne-Biarritz, est classée dans sa totalité, façades, toitures, pavillons sur rue, sol du passage et de la cour intérieure, le jardin, ainsi que le portail d'entrée et sa grille, aux titre des monuments historiques depuis le 20 janvier 2012. Elle était déjà inscrite depuis le 26 septembre 1995. De plus, l'Association est propriétaire du cimetière juif, établi en 1689, inscrit au titre des Monuments historiques en 1998.  La ville de Bayonne est devenue propriétaire en 2000 d’un appartement sur la Place de la République, dans le quartier de Saint Esprit, dans lequel se trouve l'ancien bain rituel juif, le mikvé.  Élément du patrimoine juif extrêmement rare en France, le mikvé a été inscrit au titre des Monuments Historique en 2014. Il n'est pas actuellement ouvert au grand public.

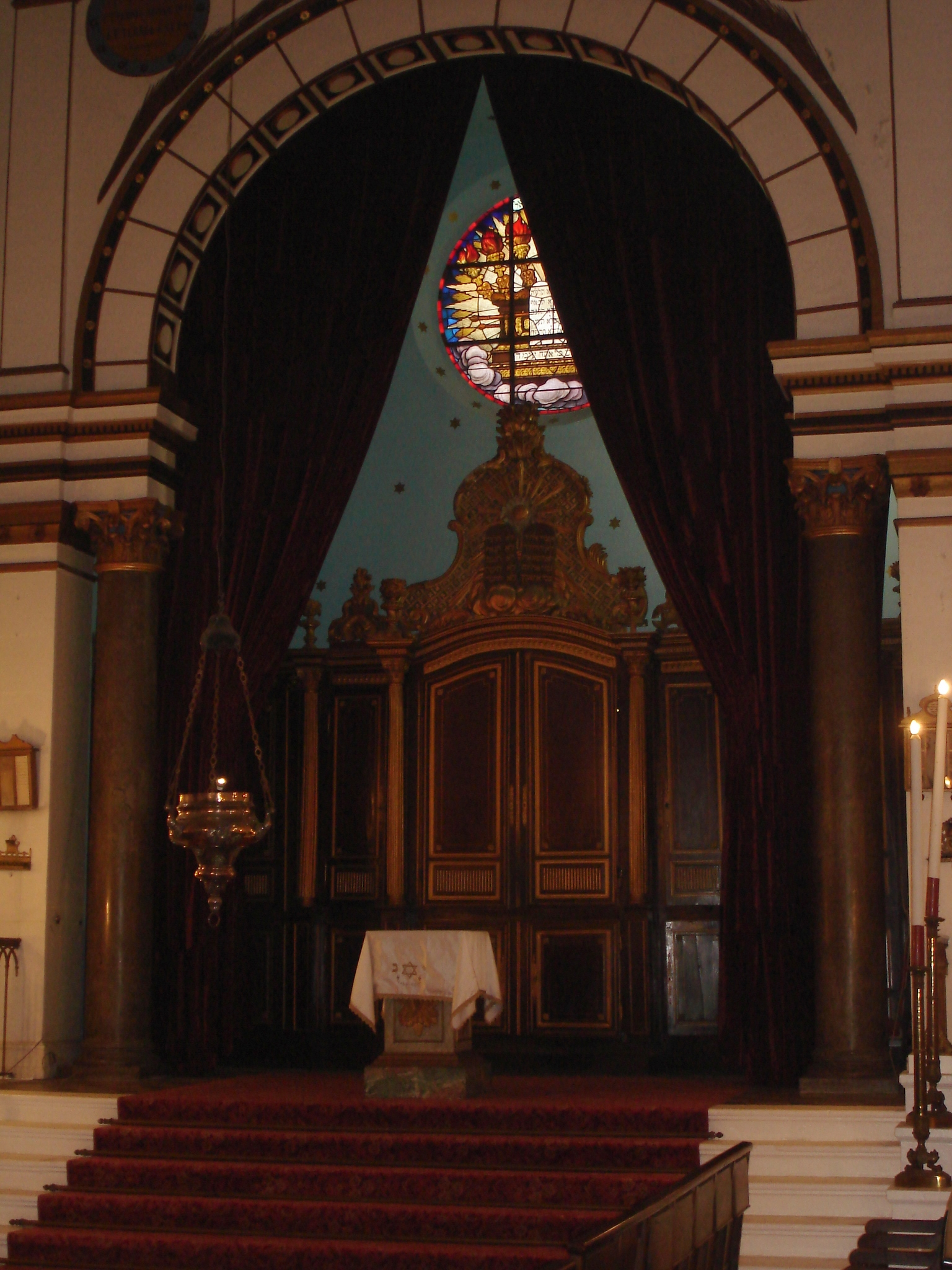
L'Arche sainte.
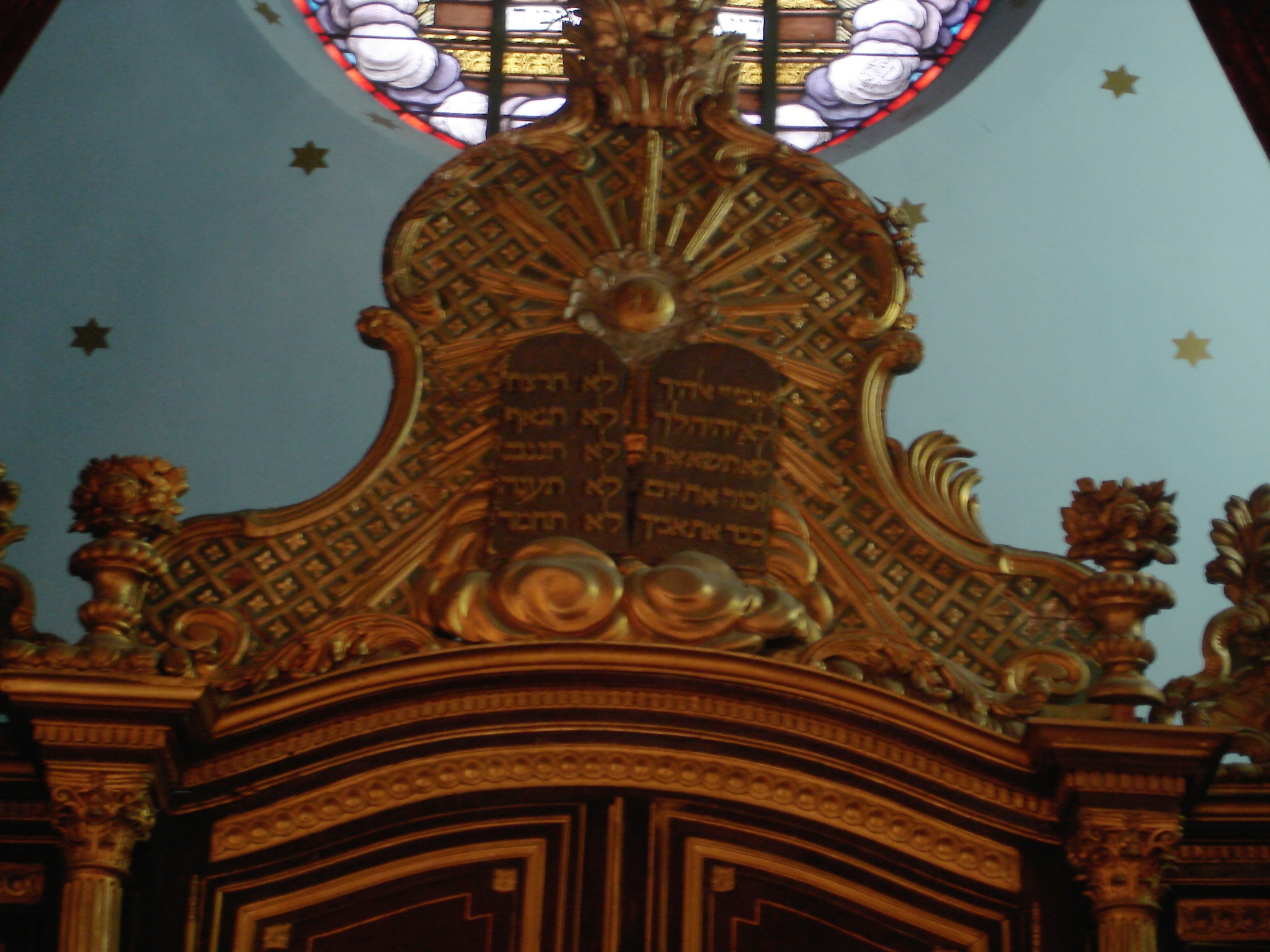
Détail de l'Arche sainte.
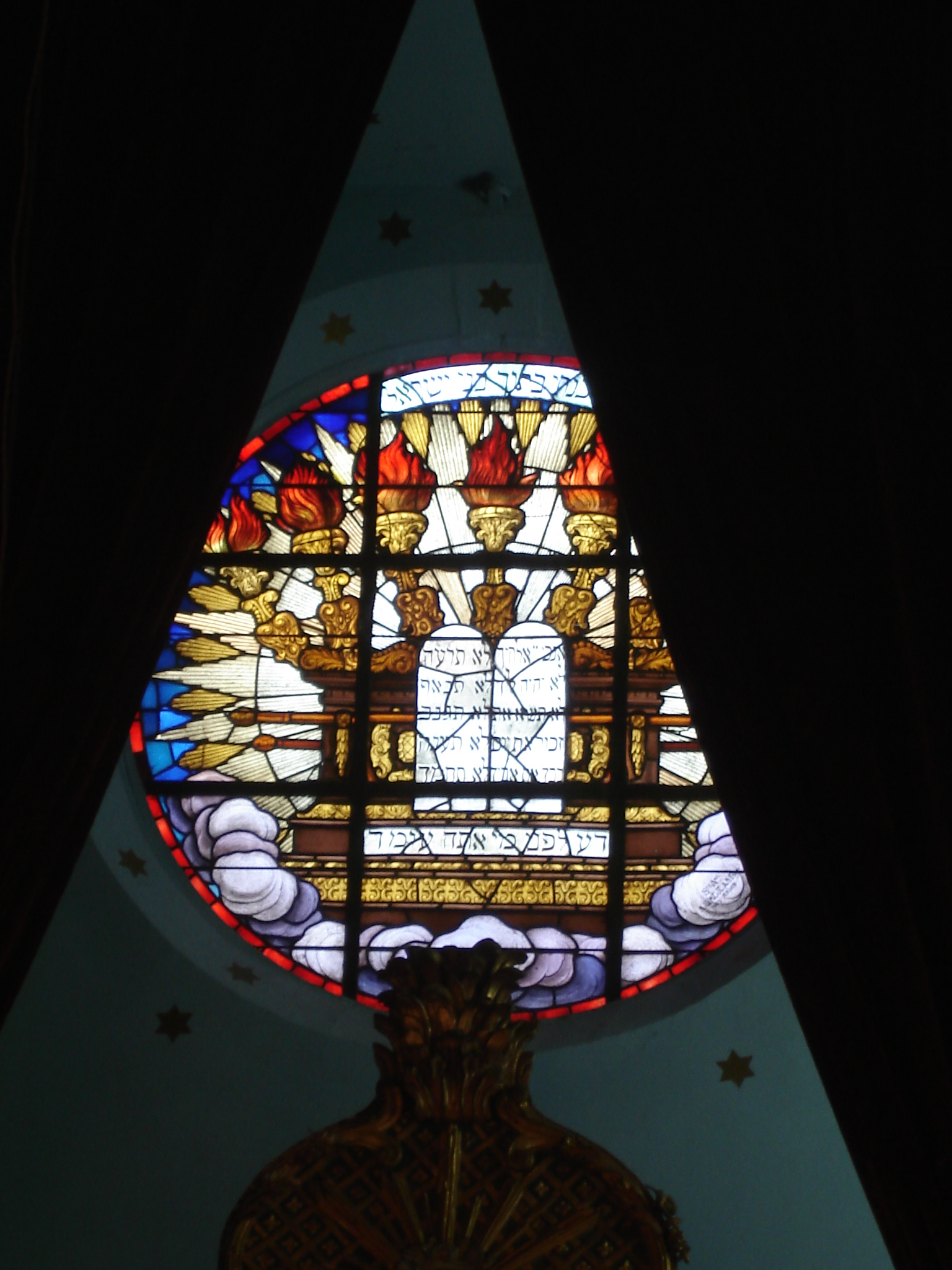
La rose au-dessus de l'Arche Sainte.
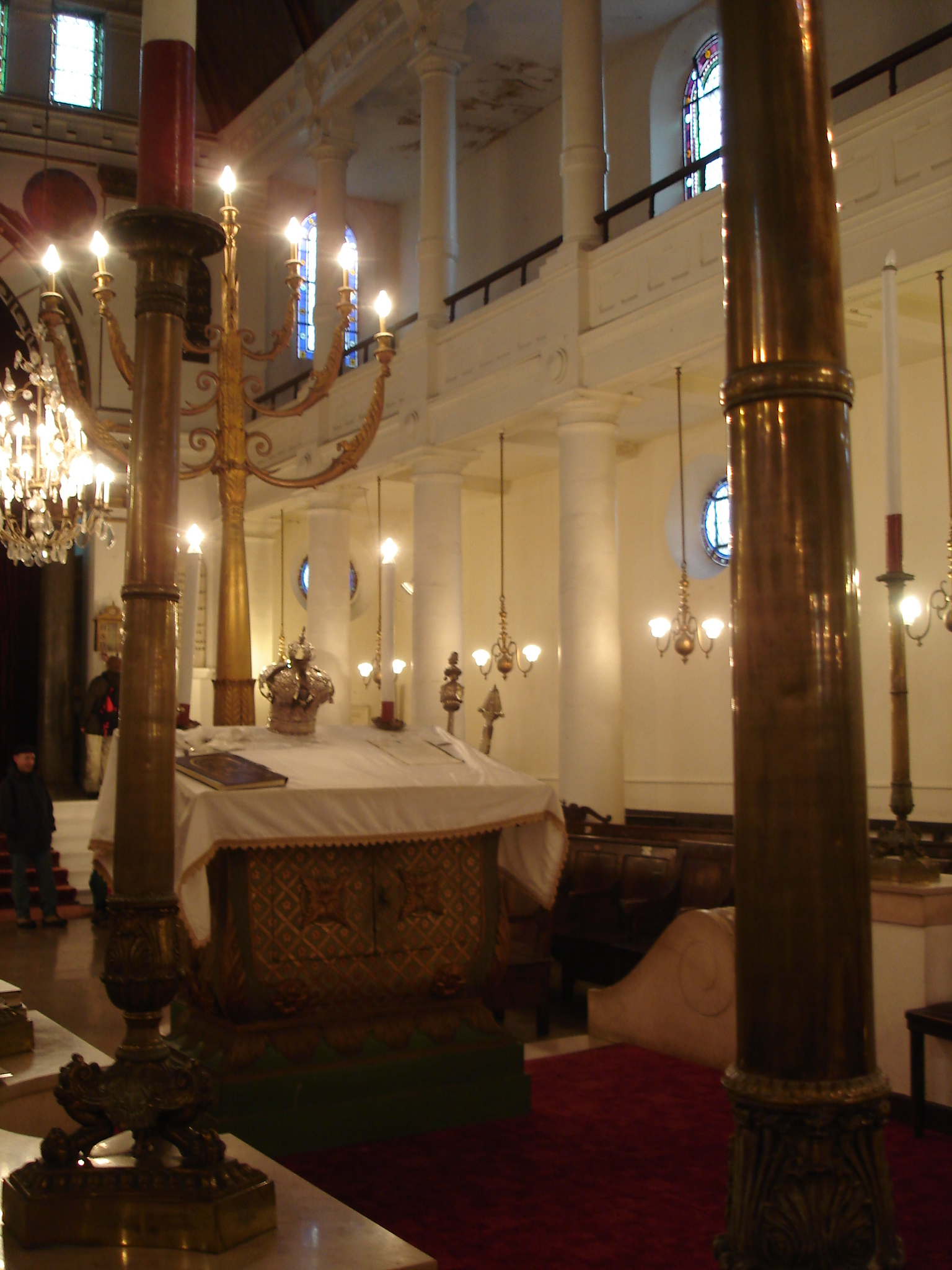
La Tevah et le chandelier.
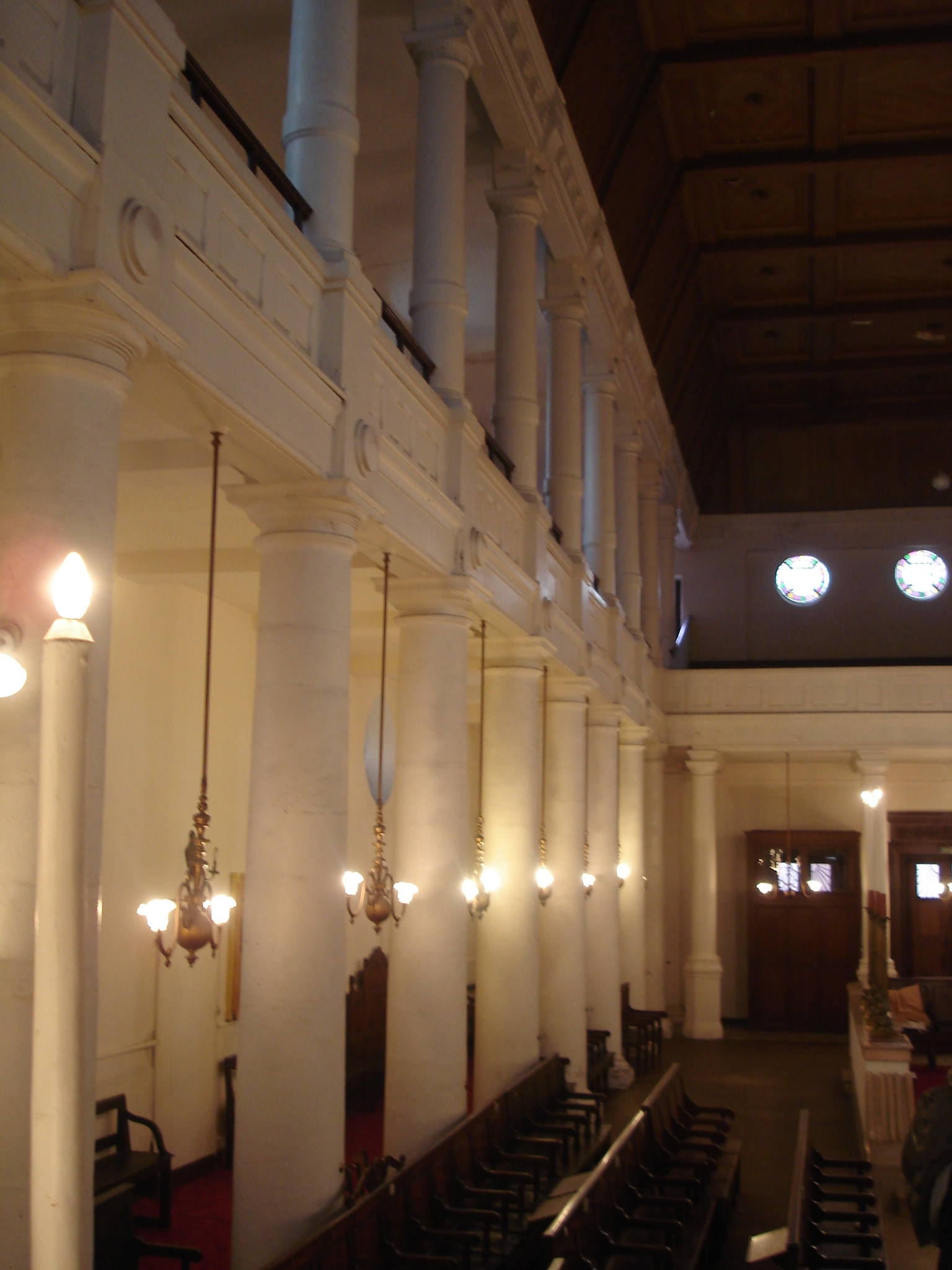
Vue sur la galerie des femmes.
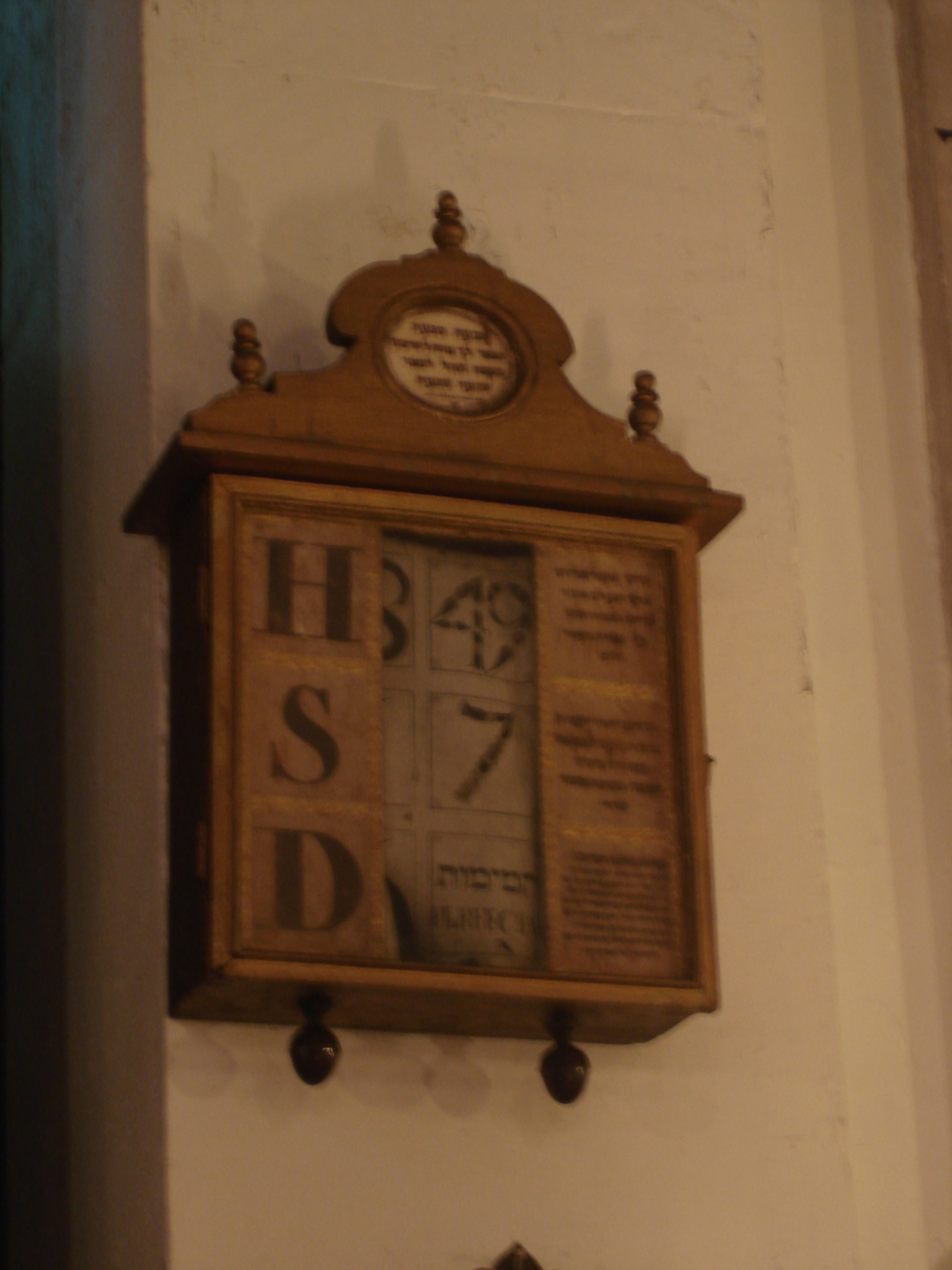
Indicateur des prières.
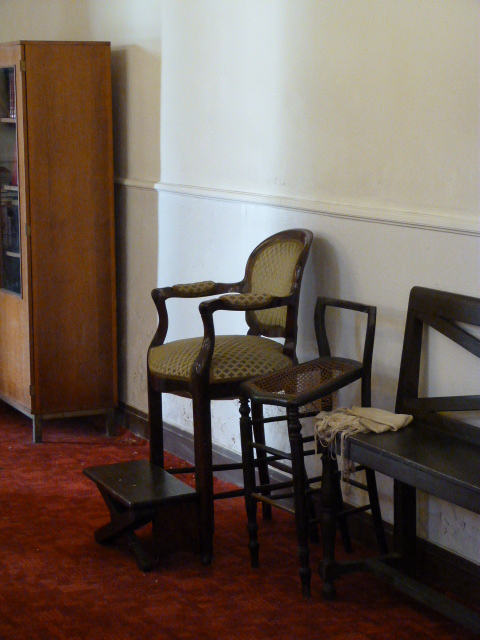
Chaise de circoncision.
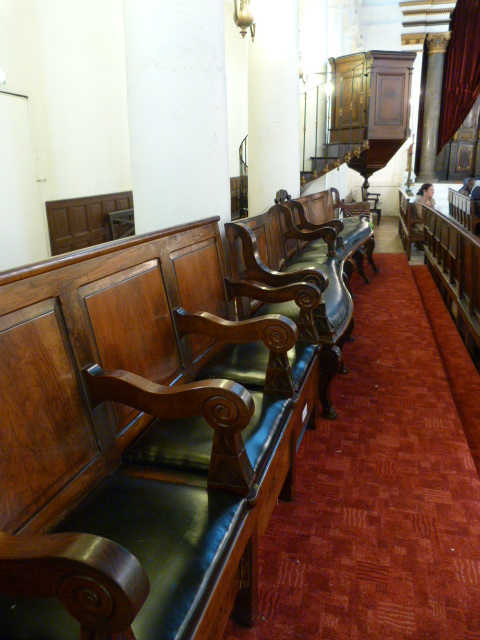
Chaises.
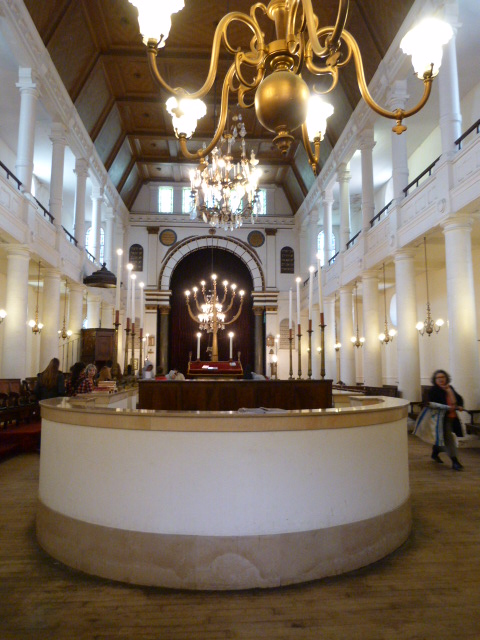
Intérieur.

### Les rabbins avant la création du consistoire de Bayonne
La communauté juive de Saint-Esprit est, dès qu'elle a pu s'exprimer librement, un des foyers d'expression du judaïsme européen. De nombreux rabbins érudits provenant d'Italie, d'Amsterdam, de Palestine ou des colonies espagnoles et portugaises où s'étaient réfugiés de nombreux marranes viennent étudier et enseigner à Bayonne.
Parmi les rabbins du début de la communauté, seuls les noms de trois d'entre eux nous sont connus : Isaac Avila, Isaac de Mercado et Israel Al. Baïz.
Abraham Vaez est rabbin et hazzan de la communauté Nephusot Yehudah de Bayonne à la fin du XVIIe siècle. Originaire de France, il écrit entre autres un manuel sur les lois et pratiques juives, Arbol de Vidas (L'arbre des vies) ainsi que de nombreux sermons sur le Pentateuque et plusieurs traités éthiques. Ceux-ci sont réunis sous le titre Discursos predicables y avisos espiritualës (Sermons et conseils spirituels) et publiés après sa mort au frais de son fils Jacob Vaez, par Isaac Aboab à Amsterdam en 1710, qui lui-même écrira une longue introduction. Il contribue aussi à l’ouvrage Historia Sacra Real (La vraie histoire sainte).
Plus tard, le rabbin Isaac Costa (mort en 1729) qui a fait ses études rabbiniques à Amsterdam, est l'auteur en 1709 d'un livre sur le comportement intitulé Via de Salvacion (La voie du salut). Raphael ben Éléazar Meldola (1685-1741 ou 1748), originaire de Livourne (Italie), rabbin à Pise, puis à Bayonne à partir de 1729, est l'auteur de nombreux livres, dont une collection de Responsa rabbiniques, éditée par son fils David Meldola, à Amsterdam en 1737. L'un de ses recueils Mayim rabim (Eaux tumultueuses) décrit la vie quotidienne de la communauté au travers de la problématique religieuse ; Le Hazzan Daniel Alvarez Pereyre et le rabbin Abraham David Léon, qui publia des sermons pour les fêtes intitulés  Instrucciones Sagradas y Morales (Instructions sacrées et morales) en 1776 sont ses contemporains.
On peut citer aussi les rabbins Israel Raphael Abravanel de Souza (mort en 1748) qui reçut sa formation à Amsterdam, Jacob Athias (mort en 1791), Abraham Andrade (rabbin de Saint-Esprit de 1789 à 1808) nommé grand-rabbin de Bordeaux en 1808 lors de la constitution du consistoire de cette ville, David Hezekiah (mort en 1822), fils de Jacob Athias et son fils Jacob Israel Athias (mort en 1842) qui inaugure la nouvelle synagogue.

### Les grands-rabbins de Bayonne

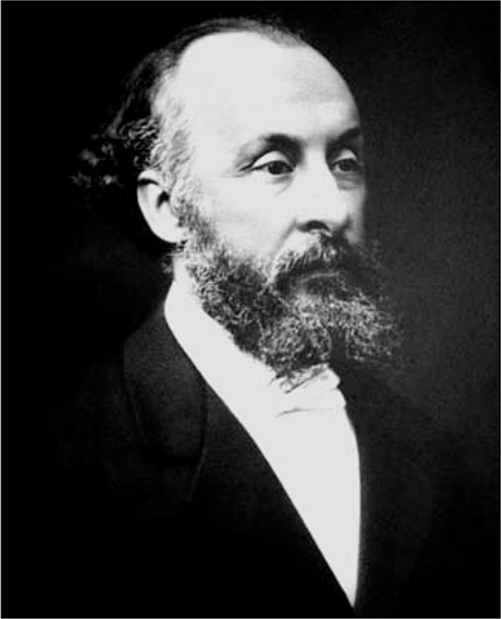
Le grand-rabbin Élie Aristide Astruc

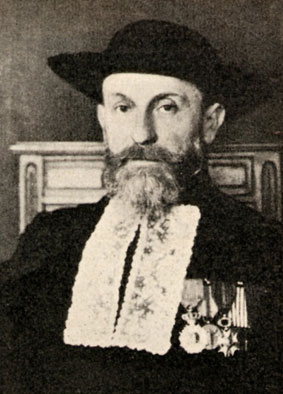
Le grand-rabbin Ernest Ginsburger

Lors de la création du consistoire de Bayonne, le rabbin est Samuel Marx, qui est promu à la dignité de grand-rabbin. Il exerce ses fonctions à Bayonne jusqu'à sa mort en 1887.
Élie-Aristide Astruc (12 décembre 1831 Bordeaux – 23 février 1905 Bruxelles) lui succède. Il est le premier élève séfarade admis à l’École rabbinique de Metz et un des six membres fondateurs de l’Alliance israélite universelle. Rabbin à Paris, puis grand-rabbin de Belgique, il est élu grand-rabbin de Bayonne en mai 1887, sans avoir fait acte de candidature.  En mauvaise condition physique, il doit prêcher assis et ne peut rester longtemps à Bayonne. Il démissionne en 1891 et se retire en Belgique.
Emile Levy (né en 1848 à Marmoutier) rabbin de Verdun lui succède. Lors de son installation le 7 avril 1892, le grand-rabbin de France, Zadoc Kahn, fait remarquer que : « … la présente cérémonie a lieu juste quatre cents ans après l'expulsion des Juifs de cette contrée d'Espagne que leur industrie, leur commerce, leur intelligence, avaient faite si prospère. La généreuse hospitalité offerte par ce coin de France aux proscrits qui, accueillis comme des persécutés par la France monarchique, ont été traités en frères par la Révolution de 1789 ». Émile Lévy est le coauteur avec Gotthard Deutsch de l'article sur Bayonne dans la Jewish Encyclopedia, ainsi que d'une Histoire de la littérature juive d'après Karpelès avec Isaac Bloch, grand-rabbin de Nancy (1901).
Le 7 septembre 1904, Émile Lévy inaugure la synagogue de Biarritz dont la communauté, dépendant du consistoire de Bayonne, a pris de l'importance à la suite de l'arrivée de touristes et curistes juifs aussi bien français qu'étrangers.
Isaïe Schwartz, (15 janvier 1876 Traenheim (Bas-Rhin – 1952 Paris) est nommé grand-rabbin de Bayonne en 1907, puis de Bordeaux en 1913. Après la Première Guerre mondiale, il devient en 1919 grand-rabbin d'Alsace, redevenue française. Il est élu grand-rabbin de France le 8 mars 1939. Il se réfugie à Lyon pendant la Seconde Guerre mondiale. Il échappe de peu à la Gestapo, mais est arrêté par la Milice française qui ne le livre pas aux Allemands.
Joseph Cohen, né à Tunis le 10 janvier 1876, suit les cours de l'École rabbinique de Paris avant d'être nommé rabbin de Sétif en Algérie. En 1913 il remplace Isaïe Schwartz, nommé à Bordeaux, comme grand-rabbin de Bayonne. En 1920, après le départ de Schwartz pour Strasbourg, il devient grand-rabbin de Bordeaux, poste qu'il occupera jusqu'en 1975, un an avant sa mort centenaire en 1976.
Ernest Ginsburger (15 avril 1876 Héricourt – 1943 Auschwitz), grand-rabbin de Genève en 1908, il rejoint la France et s'enrôle comme aumônier pendant la Première Guerre mondiale. En 1923, il devient grand-rabbin de Belgique, poste dont il démissionne pour devenir grand-rabbin de Bayonne, des Landes et des Basses-Pyrénées, poste qu'il va occuper de 1929 à 1943. Il est arrêté à Bayonne en mars 1942, interné à Compiègne puis à Drancy, et déporté vers Auschwitz en février 1943. Ernest Ginsburger est le dernier grand rabbin de Bayonne.
Après la Seconde Guerre mondiale et jusque dans les années 1963, la communauté vit sans rabbin. Alfred Herrera, coiffeur de son état, est le hazzan et en même temps le ministre officiant. Avec l'arrivée de nombreux Juifs d'Afrique du Nord à Bayonne et dans sa région, le poste de rabbin est de nouveau pourvu. Un grand nombre de rabbins vont ainsi se succéder : tout d'abord Cohen, originaire d'Algérie, qui quittera son poste peu de temps après pour devenir secrétaire du Grand-rabbin de France Jacob Kaplan ; puis Choukroun qui partira pour occuper le poste de rabbin de Boulogne-Billancourt ; Moïse (Moshé) Amar qui va rester une douzaine d'années avant de rejoindre la communauté d'Avignon. Il y a aussi Amsellem, en provenance de Barcelone, puis le rabbin Harrosch qui arrive de Bastia ; Joseph Ohayon, actuel rabbin de la communauté s'installe pour à peine deux ans et est remplacé par le rabbin Eliahou Lachkar en provenance de la région lyonnaise et qui sera assez rapidement nommé à Toulouse. Le rabbin Zerbib ne reste que quelque temps avant d'être remplacé par un jeune délégué rabbinique Nathanaël Sellem ; Meïr Knafo, jeune rabbin diplômé de l'École rabbinique de Paris lui succède avant d'être nommé à Grenoble ; Joseph Ohayon revient pour lui succéder et est l'actuel rabbin de Bayonne.

### Le rite portugais
Quand les Juifs, qui se sont installés en tant que nouveaux chrétiens à Bayonne ou à Bordeaux, fuyant l'inquisition espagnole ou portugaise, retournent ouvertement au judaïsme, ils se mettent à célébrer les offices selon leur rite d'origine que l'on désignera à tort comme rite portugais, alors qu'il a pour source l'Espagne et que de nombreux textes ou prières sont dits en espagnol. À la différence des Juifs d'origine espagnole réfugiés en Turquie, en Grèce et dans la partie séfarade de la Bulgarie, qui adoptent le ladino, langue sacrée, mélange d'hébreu et d'espagnol pour leur prières, les Juifs de Bayonne et de Bordeaux ne l'ont jamais utilisé. Haïm Vidal Séphiha, professeur émérite des universités et premier titulaire de la chaire de judéo-espagnol à la Sorbonne, explique cette différence par la proximité de l'Espagne et les nombreux rapports commerciaux qu'entretenait la communauté avec ce pays. Pour les textes lus en hébreu, la prononciation même de l'hébreu diffère notablement de celle des communautés ashkénazes de France, installées alors principalement en Alsace. Différents témoignages font référence à des chants liturgiques, mais jusqu'au début du XIXe siècle, il ne reste aucune notation musicale écrite permettant de le confirmer et de les décrire.
Après la révolution, le culte portugais est réorganisé à Bayonne en 1817, avec la création d'un chœur sous la direction d'un chef de chœur. Les fonctions de ce chœur sont définies par un règlement daté du 4 février 1828.  Pour Hervé Roten : « Parce qu'elles voulaient donner un nouvel éclat au culte, les autorités consistoriales favorisèrent la mise en place d'un corps de hazzanim professionnels, la création de chœurs d'hommes et d'enfants, l'introduction d'instruments de musique au temple et la composition d'un répertoire choral de chants arrangés ou nouveaux ». Les hazzanim, comme les enfants membres du chœur auront une tenue officielle. À Bayonne, leur nombre est limité à dix, puis à douze à partir de 1836 puis ultérieurement à seize, avec deux chefs de chœur et deux chefs suppléants. Avec le chœur des hommes, le nombre total de choristes atteint à son maximum quarante personnes.
Les chants liturgiques nous sont alors connus car dès le début du XIXe siècle, des hazzan  et des chefs de chœur vont mettre par écrit les airs de prières. En 1854, Émile Jonas (1827-1905), compositeur et chantre, second prix de Rome en 1849, publie un livre intitulé: Recueil de Chants Hébraïques à l'usage des Temples de Rite Portugais comprenant 39 œuvres liturgiques, dont 24 écrites par lui-même. En 1886, il en publie une version augmentée. Bien qu'accusé par le compositeur et musicologue Léon Algazi de « sacrifier au déplorable goût du jour », il a su recueillir certaines mélodies traditionnelles et les harmoniser selon des canons classiques.
En 1865, le consistoire central tente d'unifier les rites ashkénase et séfarade afin de réaliser un rite français. Malgré de très nombreuses concessions ashkénazes, le 16 mai 1874, lors de l'assemblée générale de la commission chargée de ce projet, les Juifs portugais refusent le projet préparé.
En 1904, lors de la construction de la synagogue de Biarritz, rattachée au consistoire de Bayonne, ce dernier impose dans les statuts de la synagogue que les offices soient célébrés pour moitié selon le rite portugais et pour moitié selon le rite ashkénaze, bien qu'à l'époque, la population juive de Biarritz soit très majoritairement ashkénaze.
Compte tenu de la diminution de la population juive d'origine portugaise principalement à Bayonne, mais aussi à Bordeaux, les traditions musicales vont lentement se perdre. Il ne reste plus à Bayonne que quelques dizaines de Juifs d'origine, et parmi eux très peu se souviennent encore de l'ancienne liturgie.
Des chercheurs du CNRS en France, de l'Université hébraïque de Jérusalem et de l'association Yuval (Association française pour la préservation des traditions musicales juives) effectuent, depuis les années 1980, des enregistrements de ces chants afin de les sauver de l'oubli.